# Pastor Belga Groenendael
Pastor-belga groenendael(pronúncia em francês: "grunendal") é uma das quatro variedades da raça Pastor-belga da Bélgica. Conhecido por sua pelagem longa e preta, o Groenendael é também considerado bastante inteligente.
Embora considerado como um tipo de pastor-belga pela FCI, o Groenendael é considerado uma raça separada das demais variedades pelo American Kennel Club do Estados Unidos desde 1959, sendo chamado apenas de "Pastor belga" e possuindo padrão próprio.

## História

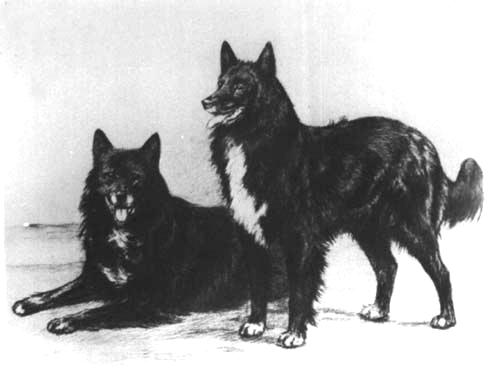
Picard d'Ucle e Petite

O Groenendael foi um dos primeiros pastores belgas à ser reconhecido, o que ocorreu em 1896. Esta variedade foi desenvolvida por Nicholas Rose, dono do "castelo" de Groenendael, Bruxelas, de onde a variedade herdou o nome. Nicholas Rose iniciou sua criação com um casal de pastores belgas - Picard d'Ucle e Petite - do qual houve o surgimento de um filhote de pelagem negra. A partir deste filhote Nicholas começou a selecionar esta cor, produzindo a marcante pelagem preta característica desta variedade.